# Grammotaulius alascensis
Grammotaulius alascensis är en nattsländeart som beskrevs av Schmid 1964. Grammotaulius alascensis ingår i släktet Grammotaulius och familjen husmasknattsländor. Inga underarter finns listade i Catalogue of Life.